# Благовещенский (Брянская область)
Благовещенский — посёлок в Карачевском районе Брянской области, в составе Карачевского городского поселения. 

Расположен в 9 км к юго-западу от Карачева, в 1 км к северо-западу от деревни Волкова. Население — 6 человек (2010).

## История
Возник около 1930 года; до 1960 входил в Сурьяновский сельсовет, в 1960—2005 — в Бережанском сельсовете.
| Годы      | 1979 | 1989 | 2002 | 2010 |
| --------- | ---- | ---- | ---- | ---- |
| Население | 40   | 16   | 8    | 6    |